# Mary Villiers, contessa di Buckingham
Mary Villiers, contessa di Buckingham (1570 – 19 aprile 1632), è stata una nobildonna inglese.

## Biografia
Figlia di Anthony Beaumont ed Anne Armstrong e discendente di Enrico di Beaumont, Mary Beaumont nacque intorno al 1570. Nel 1587 sposò il cugino Sir George Villiers e la coppia ebbe quattro figli: John (1590-1658), George (1592-1628), Christopher (?-1630) e Susan (?-1651). Ebbe il merito di notare il potenziale del figlio George, che mandò in Francia per perfezionare le sue maniere ed educazione. George divenne il favorito di re Giacomo I e l'ascesa sociale del giovane Villiers si rispecchiò anche sulla madre e il resto della famiglia.
Dopo la morte del marito, ricevette il titolo di contessa di Buckingham. Successivamente si risposò con Sir William Rayner nel 1606 e poi con Sir Thomas Compton. Nel primi anni 1620 si convertì al cattolicesimo sotto l'influenza del gesuita John Percy. Morì nel 1632, quattro anni dopo l'assassinio del suo secondogenito, e fu sepolta all'Abbazia di Westminster.

## Nella cultura di massa
Mary Villiers è stata interpretata da Julianne Moore nella miniserie televisiva Mary & George.

## Ascendenza
|                                       |                |                  | Genitori          |  |  | Nonni |  |  | Bisnonni        |  |  | Trisnonni     |  |
|                                       |                |                  |                   |  |  |       |  |  | George Beaumont |  |  | John Beaumont |  |
|                                       |                |                  |                   |  |  |       |  |  | George Beaumont |  |  | John Beaumont |  |
|                                       |                | Joan Darcy       |                   |  |  |       |  |  | George Beaumont |  |  |               |  |
| William Beaumont                      |                |                  |                   |  |  |       |  |  | George Beaumont |  |  |               |  |
|                                       |                | Joan Pauncefote  | Thomas Pauncefote |  |  |       |  |  |                 |  |  |               |  |
|                                       |                | Joan Pauncefote  | Thomas Pauncefote |  |  |       |  |  |                 |  |  |               |  |
|                                       |                | Joan Pauncefote  | Margaret Swynford |  |  |       |  |  |                 |  |  |               |  |
| Anthony Beaumont                      |                | Joan Pauncefote  |                   |  |  |       |  |  |                 |  |  |               |  |
|                                       |                | William Basset   | William Basset    |  |  |       |  |  |                 |  |  |               |  |
|                                       |                | William Basset   | William Basset    |  |  |       |  |  |                 |  |  |               |  |
|                                       |                | William Basset   | Alice Moton       |  |  |       |  |  |                 |  |  |               |  |
| Mary Basset                           |                | William Basset   |                   |  |  |       |  |  |                 |  |  |               |  |
|                                       |                | Joan Byron       | Richard Byron     |  |  |       |  |  |                 |  |  |               |  |
|                                       |                | Joan Byron       | Richard Byron     |  |  |       |  |  |                 |  |  |               |  |
|                                       |                | Joan Byron       | Lucy Ashton       |  |  |       |  |  |                 |  |  |               |  |
| Mary Beaumont, contessa di Buckingham |                | Joan Byron       |                   |  |  |       |  |  |                 |  |  |               |  |
|                                       | John Armstrong | Thomas Armstrong |                   |  |  |       |  |  |                 |  |  |               |  |
|                                       | John Armstrong | Thomas Armstrong |                   |  |  |       |  |  |                 |  |  |               |  |
|                                       | John Armstrong | N. Eldred        |                   |  |  |       |  |  |                 |  |  |               |  |
| Thomas Armstrong                      | John Armstrong |                  |                   |  |  |       |  |  |                 |  |  |               |  |
|                                       |                | Jane Stonesby    | Robert Stonesby   |  |  |       |  |  |                 |  |  |               |  |
|                                       |                | Jane Stonesby    | Robert Stonesby   |  |  |       |  |  |                 |  |  |               |  |
|                                       |                | Jane Stonesby    | …                 |  |  |       |  |  |                 |  |  |               |  |
| Anne Armstrong                        |                | Jane Stonesby    |                   |  |  |       |  |  |                 |  |  |               |  |
|                                       |                | John Bawde       | Robert Bawde      |  |  |       |  |  |                 |  |  |               |  |
|                                       |                | John Bawde       | Robert Bawde      |  |  |       |  |  |                 |  |  |               |  |
|                                       |                | John Bawde       | Katherine Bluett  |  |  |       |  |  |                 |  |  |               |  |
| Elizabeth Bawde                       |                | John Bawde       |                   |  |  |       |  |  |                 |  |  |               |  |
|                                       |                | Jane Hussey      | Gilbert Hussey    |  |  |       |  |  |                 |  |  |               |  |
|                                       |                | Jane Hussey      | Gilbert Hussey    |  |  |       |  |  |                 |  |  |               |  |
|                                       |                | Jane Hussey      | N. Getton         |  |  |       |  |  |                 |  |  |               |  |
|                                       |                | Jane Hussey      |                   |  |  |       |  |  |                 |  |  |               |  |